# Nagy Jenő (politikus)
Nagy Jenő (Örvényes, 1947. november 8. –) magyar vendéglátós, pedagógus, politikus, országgyűlési képviselő (MSZP).

## Életpályája

### Iskolái
Az általános iskolát Örvényesen és Balatonfüreden járta ki. Középiskolai tanulmányait Balatonfüreden végezte el; 1966-ban érettségizett a Lóczy Lajos Gimnáziumban. 1968-ban a veszprémi Vendéglátó-ipari Szakközépiskola és Szakmunkásképző Intézetben felszolgálói képesítést szerzett. 1981-ben a Vendéglátóipari Főiskolán felsőfokú áruforgalmi szakvizsga (vendéglátói) képesítést szerzett. 1984-ben vendéglátóipari szakoktatói képesítést szerzett a Vendéglátóipari Főiskolán.

### Pályafutása
1968–1969 között a balatonfüredi Annabella Szállodában felszolgáló volt. 1969–1971 között Székesfehérváron letöltötte sorkatonai szolgálatát. 1971–1974 között veszprémi iskolájában óraadó tanárként felszolgálói ismereteket tanított. 1971–1974 között az Annabella Szálloda bárjának üzletvezetője volt. 1974–1978 között az Annabella Szálloda éttermének üzletvezetője volt. 1978–1979 között a Hungarhotels balatonfüredi önálló egységének személyzeti osztályvezetője volt. 1983–2000 között a Hotel Annabella szállodaigazgatója volt. 1989-től a Balatonfüred-Germering Testvérvárosi Egyesület titkára. 1994-től a Balatonfüred Kultúrájáért Alapítvány kuratóriumi tagja 1996–1997 között az Országos Idegenforgalmi Bizottság tagja volt. 2000–2011 között a Danubius Hotel Management Rt. (Hotel Annabella, Hotel Marina) önálló egység igazgatója volt. 2011-ben nyugdíjba vonult.

### Politikai pályafutása
1974–1979 között a HungarHotels KISZ-alapszervezetének titkára volt. 1974–1989 között az MSZMP tagja volt. 1979–1983 között az MSZMP-üdülő vezetője volt. 1989-től az MSZP tagja. 1990–1994 között, valamint 1998-tól önkormányzati képviselő és az Idegenforgalmi Bizottság elnöke. 1992-től az MSZP balatonfüredi szervezetének elnöke. 1994–1998 között a Környezetvédelmi bizottság tagja volt. 1994–1998 között, valamint 2002–2010 között országgyűlési képviselő (1994–1998: Balatonfüred; 2002–2010: Veszprém megye) volt. 1998-ban képviselőjelölt volt. 1998–2002 között a Veszprém Megyei Közgyűlés tagja volt. 2002-től alpolgármester. 2002–2006 között a Rendészeti bizottság tagja, az Idegenforgalmi bizottság tagja, az Európai integrációs albizottság elnöke és az Egészségturizmus albizottság tagja volt. 2003–2006 között a Bűnmegelőzési albizottság tagja volt. 2006-ban a Külügyi és határon túli magyarok bizottságának tagja volt. 2006–2010 között a Sport- és turisztikai bizottság tagja, az Európai integrációs albizottság elnöke volt. 2007–2010 között az Egészségturizmus albizottság tagja volt.

## Családja
Szülei Nagy Jenő (1919–1992) és Steierlein Ilona (1923–?) voltak. 1970-ben házasságot kötött Zölch Ilona Judittal. Két gyermeke született: Krisztina (1972–) és Bence (1977–).

## Díjai
- KISZ KB aranykoszorús jelvénye (1974)
- Veszprém Megyéért kitüntetés (1978, 1985)
- Kiváló Dolgozó kitüntetés (1984)
- Pro Tourismo díj (2008)[4]